# Embelia minutifolia
Embelia minutifolia là một loài thực vật có hoa trong họ Anh thảo. Loài này được Stapf mô tả khoa học đầu tiên năm 1894.